# Loma del Capulín
Loma del Capulín är en ort i Mexiko.   Den ligger i kommunen Ayahualulco och delstaten Veracruz, i den sydöstra delen av landet, 200 km öster om huvudstaden Mexico City. Loma del Capulín ligger 2 472 meter över havet och antalet invånare är 245.
Terrängen runt Loma del Capulín är huvudsakligen kuperad, men söderut är den bergig. Runt Loma del Capulín är det ganska tätbefolkat, med 90 invånare per kvadratkilometer. Närmaste större samhälle är Xico, 18,6 km öster om Loma del Capulín. I omgivningarna runt Loma del Capulín växer huvudsakligen savannskog.